# Aéroport d'Island Lake
L'aéroport d’Island Lake est un aéroport situé au Manitoba, au Canada.